# La Verde Stagione
La Verde Stagione è stato un gruppo di musica beat e rock progressivo.

## Storia del complesso
La band, formata dai gemelli Luca e Lando Ihle, dal fratello Patrizio e da Fabrizio Innocenti, si colloca nel pieno dell'epoca beat.

### Lando e Luca
La storia della band deve essere comunque fatta risalire ad un altro complesso, "Lando e Luca", il quale aveva alle spalle importanti incisioni con Dischi Ricordi, a partire dal 1964.

I gemelli Luca e Lando avevano subito saputo legare al loro mito il mondo della musica di Prato (la loro città di provenienza), in un'epoca in cui la moda musicale sapeva mantenere ancora un legame forte con la qualità.
 
Nel 1964 parteciparono a Ischia a un concorso internazionale di chitarra dove furono premiati con una medaglia d'oro e raccolsero i primi importanti consensi di critica e pubblico.
 
Lo stesso anno incisero per Ricordi il singolo Io l'amo più di te/Ti fai tanto desiderare.

Il lancio vero, ovverosia quello che apre le strade della popolarità lo si ebbe nel 1965, quando i loro volti furono fatti conoscere grazie alla televisione che li presentò a diversi milioni di telespettatori italiani durante la terza edizione de La fiera dei sogni condotta da Mike Bongiorno, dove furono presenti ininterrottamente per ben trenta puntate accanto a personaggi di tutto rilievo come Anna Identici.

### I Gems
Nel 1967 i gemelli si unirono all'altro fratello Patrizio il cugino Fabrizio e il batterista fiorentino Piero Masi, mutando la denominazione in “Gems” incisero per l'Equipe un singolo “Innamorati unitevi/Seduto per terra”: la canzone sul lato A è una cover di Lovers of the world unite, già incisa dai Motowns con il titolo Prendi la chitarra e vai, con il testo scritto da Luciano Beretta, mentre il retro è una canzone con influssi psichedelici.

L'anno successivo segue il 45 giri “Quello che ho perduto/Seduto per terra” (nuovamente con la denominazione precedente “Lando e Luca”). 

Nel 1969 il complesso è presente nella trasmissione televisiva Chissà chi lo sa presentata da Febo Conti, la cui sigla di apertura era appunto “Milioni di Domande”.

### La Verde Stagione
Sempre nel 1969 la band debutta con la Numero Uno con il singolo "La Verde Stagione/Lacrime sul cuscino"; ha abbandonato le sonorità beat dei dischi precedenti, per accostarsi ad una musica più acustica, con la chitarra in evidenza.

L'anno successivo seguì il singolo "Milioni di domande (Questions)/Come una rondine" (il lato A è una cover di una canzone dei Moody Blues), nel 1971 "Senza Elisa/stella stella" e, infine, nel 1972 pubblicò "L'onesta/Al Nord". 

L'esperienza de “La Verde Stagione” in Numero Uno fu sicuramente più significativa rispetto alle precedenti, sia per la qualità degli stimoli artistici che ne derivarono e per la collaborazione che scaturì a partire dal 1969 con personaggi della levatura di Mogol, Alberto Salerno, Giampiero Reverberi, Alessandro Colombini e Bruno Lauzi.

Fra le loro apparizioni televisive come "La Verde Stagione" sono principalmente da ricordare quelle in cui accompagnarono in veste di musicisti e coristi, assieme ad Edoardo Bennato, Lucio Battisti alla televisione svizzera in "Tutti insieme" oltre agli spot pubblicitari con la Coca-Cola di cui rimane anche un famoso calendario del 1971.

In uno di questi caroselli serali si apriva una tendina e il complesso, presentato da Gianni Boncompagni, eseguiva “La Verde Stagione”.

In uno degli spot della Coca Cola i musicisti della band erano seduti su un muretto con delle bottiglie di Coca Cola ed era presente anche Edoardo Bennato.

Luca, in particolare, contribuì a lanciare uno stile qualitativamente nuovo e per certi versi rivoluzionario nel suonare la chitarra che fu apprezzato, oltre che dagli operatori del settore, anche dal pubblico che gli tributò sempre numerosi consensi.

### Tavola Rotonda
Dopo aver firmato nel 1973 un contratto con la Ri-Fi (la casa discografica per la quale avevano inciso Mina e Iva Zanicchi), il complesso cambiò nuovamente la denominazione in Tavola Rotonda, e pubblicò il 45 giri Principessa / Destino, con sonorità più progressive.

Infine nel 1977, con la vecchia denominazione "Lando e Luca" ed un ritorno ad un tipo di musica più acustica fu pubblicato “Il nostro mondo / Gocce di rugiada" con il quale la band si congedò definitivamente dal mondo delle case discografiche.
Nel 1988 la Toast Records di Giulio Tedeschi inserirà una canzone dei Gems, "Seduto per terra", nella compilation "Oracolo", dedicata ai vecchi e ai nuovi artisti rappresentativi della psichedelia italiana.

Luca Ihle è mancato nel 2004, a 58 anni.

## Formazione
- Lando Ihle: voce e chitarra
- Luca Ihle: basso
- Patrizio Ihle: chitarra
- Fabrizio Innocenti: batteria

## Discografia

### Come Lando e Luca
- 1964 - Io l'amo più di te/Ti fai tanto desiderare (Dischi Ricordi SRL 10.349)
- 1968 - Quello che ho perduto/Seduto per terra (Equipe EQ 0119)
- 1977 - Il nostro mondo/Gocce di rugiada (Ri-Fi RFN 16695)

### Come Gems
- 1967 - Innamorati unitevi/Seduto per terra (Equipe EQ 0112)

### Come La Verde Stagione
- 1969 - La verde stagione/Lacrime sul cuscino (Numero Uno, ZN 50003)
- 1970 - Milioni di domande/Come una rondine (Numero Uno, ZN 50031)
- 1971 - Senza Elisa/Stella stella (Numero Uno, ZN 50121)
- 1972 - L'onestà/Al nord (Numero Uno, ZN 50141)

### Come Tavola Rotonda
- 1973 - Principessa/Destino (Ri-Fi RFN 16542)

Raccolte
- 1989 - Oracolo (Toast Records; i Gems sono presenti con Seduto per terra)